# Klaus Büchel
Klaus Büchel (* 7. August 1948) ist ein ehemaliger deutscher Fußballspieler. Der Mittelfeld- und Defensivakteur absolvierte beim SC Viktoria Köln in der Saison 1978/79 in der 2. Bundesliga 18 Ligaspiele. Im Jahr 1975 kam er in drei Länderspielen in der deutschen Nationalmannschaft der Amateure zum Einsatz.

## Laufbahn
Den ersten Karrierehöhepunkt, der über die lokalen Grenzen reichte, erlebte Klaus Büchel als Spieler des VfL Köln 1899 in der Saison 1973/74. In der Verbandsrunde belegte er mit den Rot-Schwarzen vom Weidenpescher Park zwar nur den neunten Rang, aber mit der Verbandsauswahl des Mittelrheins gewann der Mittelfeldspieler den Wettbewerb des Länderpokals. Zuerst setzte sich der Mittelrhein unter Verbandstrainer Klaus Röllgen in den Gruppenspielen gegen den Niederrhein, Bremen und das Saarland durch. Das Halbfinale gegen die Auswahl von Bayern endete am 13. April 1974 1:1 nach Verlängerung und brachte im Elfmeterschießen die Entscheidung für den Mittelrhein. Im Endspiel setzten sich Büchel und Kollegen – unter anderem Manfred Eickerling, Horst Holubeck, Gerhard Kentschke, Willi Rehbach – am 15. April in Herford knapp mit 1:0 gegen Westfalen durch, in dessen Reihen der junge Verteidiger Udo Horsmann auf sich aufmerksam machte.
Büchel schloss sich zur Saison 1974/75 Viktoria Köln in der Verbandsliga Mittelrhein an. Anfang Juli 1975 führte der DFB mit seiner Amateurnationalmannschaft eine Asienreise durch. Büchel gehörte gemeinsam mit Viktoria-Vereinskollege Holubeck dem Reisekader an. Unter dem damals zuständigen DFB-Trainer Jupp Derwall absolvierte er seine ersten zwei Einsätze in der Amateurnationalelf: am 5. Juli in Peking gegen China (1:1) und am 8. Juli in Singapur gegen Singapur (4:1). Mitspieler waren unter anderem Gernot Rohr, die Zwillingsbrüder Heinz und Ernst Traser, Uli Stielike, Egon Schmitt, Lorenz-Günther Köstner, Norbert Eder und Hans-Otto Hiestermann. Am 12. November kam er zu seinem dritten Länderspieleinsatz bei den DFB-Amateuren. Im Länderspiel in Ensdorf gegen Luxemburg „A“ (1:0) kam er an der Seite von Mitspielern wie Frank Schäffer, Rudolf Seliger und Ewald Hammes zu seiner dritten Berufung in der Amateurnationalmannschaft.
In den zwei Runden 1975/76 und 1976/77 erreichte er mit der schwarz-weiß-roten Viktoria jeweils den dritten Rang; das Aufstiegsziel in die 2. Bundesliga wurde verfehlt. In der Saison 1977/78 gelang der Elf von der Viktoria-Kampfbahn in Köln-Höhenberg unter Trainer Fritz Pott der Meisterschaftsgewinn in der Mittelrheinliga. Den Aufstieg in die Nordgruppe der 2. Bundesliga erreichte Büchel mit Mitspielern wie Horst Holubeck, Manfred Dörper, Manfred Kreis, Dieter Matt, Klaus Czizewski und Jürgen Jendrossek nach der erfolgreichen Aufstiegsrunde gegen den DSC Wanne-Eickel, den VfL Wolfsburg und Göttingen 05 mit 9:3 Punkten.
Im ersten Jahr in der 2. Bundesliga, 1978/79, kam der Ex-Amateurnationalspieler an der Seite von Mitspielern wie Kurt Pinkall, Hermann Bredenfeld und Bernhard Hermes auf 18 Ligaspiele. Büchel debütierte in der 2. Bundesliga am 26. August 1978 bei einem 1:1-Auswärtsremis gegen SG Wattenscheid 09. In der Rückrunde hatte Ernst-Günter Habig im März 1979 den Aufstiegstrainer Fritz Pott abgelöst. Auch im DFB-Pokal hatte Büchel in den Jahren 1976 (Eintracht Frankfurt), 1978 (Eintracht Bad Kreuznach) und 1979 (Südwest Ludwigshafen) die Farben der Viktoria vertreten.
Zur Runde 1979/80 ließ Büchel seine Laufbahn in der Amateurmannschaft der Viktoria ausklingen.